# Abdoulaye Samaké
Abdoulaye Samaké (29 aprile 1987) è un calciatore maliano, portiere del Bamako e della Nazionale maliana.

## Carriera

### Club
Ha sempre giocato nel campionato maliano.

### Nazionale
Ha esordito in Nazionale nel 2013.